# Антонівська волость (Чернігівський повіт)
Антонівська волость — історична адміністративно-територіальна одиниця Чернігівського повіту Чернігівської губернії з центром у селі Антоновичі.
Станом на 1885 рік складалася з 25 поселень, 20 сільських громад. Населення — 8455 осіб (4297 чоловічої статі та 4358 — жіночої), 1400 дворових господарств.
|                     | Площа, десятин | У тому числі орної, дес. |
| ------------------- | -------------- | ------------------------ |
| Сільських громад    | 9322           | 8046                     |
| Приватної власності | 16573          | 8570                     |
| Іншої власності     | 167            | 143                      |
| Загалом             | 26062          | 17759                    |

Основні поселення волості:
- Антоновичі — колишнє державне й власницьке село при протоці Пакулька за 30 верст від повітового міста, 636 осіб, 116 дворів, постоялий будинок, 10 вітряних млинів, цегельний, маслобійний, пивоварний і винокурний заводи.
- Борисоглібівка — колишнє державне й власницьке село при річці Вертеч, 162 особи, 28 двори, православна церква.
- Жукотки — колишнє державне село, 696 осіб, 122 двори, православна церква, постоялий будинок, 12 вітряних млинів, маслобійний і винокурний заводи.
- Кези — колишнє державне й власницьке село при протоці Грузька, 411 осіб, 74 двори, православна церква, постоялий будинок, 2 вітряних млини.
- Павлівка  — колишнє державне й власницьке село при протоці Мороковщина, 607 осіб, 100 дворів, постоялий будинок, 9 вітряних млинів.
- Пльохів — колишнє державне й власницьке село, 1143 особи, 204 двори, православна церква, школа, 5 вітряних млинів, 2 крупорушки, 2 маслобійних заводи.
- Чернеча Слобода — колишня державна слобода при протоці Рудь, 621 особа, 113 дворів, 14 вітряних млинів, маслобійний завод.
- Шибиринівка — колишнє державне й власницьке село при протоці Олешня, 695 осіб, 111 дворів, православна церква, постоялий будинок, 7 водяних млинів.

1899 року у волості налічувалось 21 сільська громада, населення зросло до 12 397 осіб (6352 чоловічої статі та 6045 — жіночої).